# 邢文明
邢文明（？—？），河北卢龙人，清朝政治人物。
邢文明曾于1728年接替丁源渭任福建永安县知县一职，1730由裘树荣接任。